# باولا برينديس
باولا برينديس مارتينيز (بالإسبانية: Paula Prendes Martínez) هي ممثلة إسبانية ومقدمة تلفزيونية وصحافية، ولدت في 21 يناير 1983 في خيخون في إسبانيا.

## روابط خارجية
- Paula Prendes على موقع IMDb (الإنجليزية)
- Paula Prendes على موقع قاعدة بيانات الفيلم (الإنجليزية)